# Sphingonotus longipennis
Sphingonotus longipennis är en insektsart som beskrevs av Henri Saussure 1884. Sphingonotus longipennis ingår i släktet Sphingonotus och familjen gräshoppor. Inga underarter finns listade i Catalogue of Life.